# Rik Vande Velde
Rik Vande Velde (Waregem, 6 september 1963) is een Belgische voetbalcoach.

## Carrière
Vande Velde speelde in de jaren 80 enkele seizoen voor KSV Waregem. Eerst onder trainer Sándor Popovics, later onder coach Urbain Haesaert. Van de Velde zat regelmatig op de bank en trok in 1986 naar vierdeklasser SC Wielsbeke. Nadien voetbalde hij in de lagere reeksen ook nog voor VW Hamme en RC Waregem.
Na zijn carrière als speler ging de West-Vlaming aan de slag als voetbalcoach. Hij behaalde een Pro Licence-diploma. Na een periode bij zijn ex-club KSV Waregem werd Vande Velde in 1999 de nieuwe trainer van SK Ronse. Hij loodste de club in zijn eerste seizoen van Vierde naar Derde Klasse. In 2001 dwong Ronse zelfs de promotie naar Tweede Klasse af.
In de zomer van 2001 trok Vande Velde naar KSV Ingelmunster. Het werd bijna een groot succes, want Ingelmunster werd vicekampioen en greep zo net naast de promotie naar Eerste Klasse. 
In 2003 werd Vande Velde hulptrainer bij eersteklasser Lierse SK. Hij werd de assistent van Emilio Ferrera. Op het einde van het seizoen kreeg Vande Velde de kans om de taken van de naar FC Brussels vertrokken Ferrera over te nemen, maar Vande Velde koos ervoor om aan de slag te gaan bij derdeklasser KV Mechelen. In de 2de helft van het seizoen werd zijn contract in onderling overleg ontbonden en werd hij opgevolgd door zijn assistent Zivica Kanacki, die de titel behaalde.
Nadien was hij een jaar lang de coach van tweedeklasser KV Oostende alvorens aan de slag te gaan bij eersteklasser SV Zulte Waregem. Vande Velde werd verantwoordelijk voor de scouting en video-analyse en Technisch Secretaris van trainer Francky Dury. Op het einde van het seizoen ruilde hij die functie voor de rol van hoofdcoach bij zijn ex-club VW Hamme. Nog voor het einde van het seizoen werd hij Assistent-Hoofdscout bij RSC Anderlecht en vervangen door zijn voorganger Fuat Çapa.
Sindsdien was Vande Velde, net als zijn ex-coach Urbain Haesaert, actief als Scout bij RSC Anderlecht. Sinds 2009 is hij zelfs Hoofdscout. In september 2012 gingen Vande Velde en Anderlecht na bijna 5 jaar uit elkaar.
In december 2013 ondertekende Vande Velde een 3-jarig contract als scout bij SV Zulte-Waregem.  Vanaf oktober 2015 werd Vande Velde scout bij Premier League club Crystal Palace tot hij in juni 2016 Olivier Renard opvolgde als Technisch Directeur bij KV Mechelen.  Hij verliet eind oktober 2018 KV Mechelen en trok als T2 naar R. Exc. Virton (Amateur 1) waar hij meehielp de titel te behalen.  Vanaf juni 2019 is hij actief als scout bij Oud-Heverlee Leuven.